# Mordella dumbrelli
Mordella dumbrelli es una especie de coleóptero de la familia Mordellidae.

## Distribución geográfica
Habita en Victoria.